# Флюс
Флюсът е вещество, което се използва при металургичните процеси за образуване на шлака с определен състав при заваряване и спояване, за предпазване на разтопения метал от външната газова среда и за разтваряне на образуващите се оксиди. Открояват се три вида флюс: кисел, основен и неутрален.
Най-често употребяваните флюсове са солна киселина, нишадър, колофон, боракс, цинков хлорид и специални пасти.
Освен в металургията, флюсове се използват и при запояването върху печатни платки. Те осигуряват почистване на платките и компонентите от органични замърсявания и слаби окиси. По време на преднагряването предпазват повърхностите, които ще се запояват от повторна оксидация. По време на самото запояване намаляват повърхностното напрежение на сплавите и по този начин улесняват самото запояване.
Най-масово използваните флюсове при запояването на печатни платки, са така наречените „No Clean“, което означава, че не е необходимо измиване на платките след процеса. Обикновено тези флюсове са неутрални. Често, с цел повишаване на способността им да почистват окиси, неутралните флюсове, базирани на колофон, се активират. За тази цел към тях може да се добавят 1 – 2% адипинова киселина. При неправилна употреба на флюсовете, след време под въздействието на влагата могат да се получат ел. утечки или поява на къси съединения.